# Морська гармата 194 мм, зразка 1902 року
Морська гармата 194 мм, зразка 1902 року (фр. Canon de 194 mm modèle 1902) — морська гармата середнього калібру, яка використовувалася як основне або допоміжне озброєння в казематах і баштах низки французьких пре-дредноутах та панцерних крейсерах під час Першої світової війни. Після Першої світової війни ці кораблі були списані, а деякі згодом були використані як берегова артилерія під час Другої світової війни.

## Служба на флоті
Кораблі, на яких встановлювалася гармата 194 мм, зразка 1902 року:
- Броненосні крейсери типу «Едгар Кіне» - кораблі цього класу були озброєні чотирнадцятьма гарматами. Чотири були у подвійних баштах спереду і ззаду, три були в одногарматних баштах з кожного борту. Останні чотири гармати були встановлені в казематах посередині корабля.[2]
  - Крейсер «Ернест Ренан» - спущений на воду 21 жовтня 1903 року;
  - Крейсер «Жюль Мішле» - спущений на воду червень 1904 року;
  - Вальдек-Руссо - спущений на воду 4 березня 1908 року;
- Лінійні кораблі типу «Ліберте» - допоміжне озброєння цього класу складалося з десяти гармат. Три були встановлені в одногарматних баштах з кожного борту корабля, а чотири - в казематах посередині корабля.[3]
  - «Ліберте» - спущений на воду 19 квітня 1905 року;
  - «Жюстіс» - спущений на воду  27 жовтня 1904 року;
  - «Веріте» - спущений на воду  28 травня 1907 року;
  - «Демократі» - спущений на воду  30 квітня 1904 року.

## Галерея

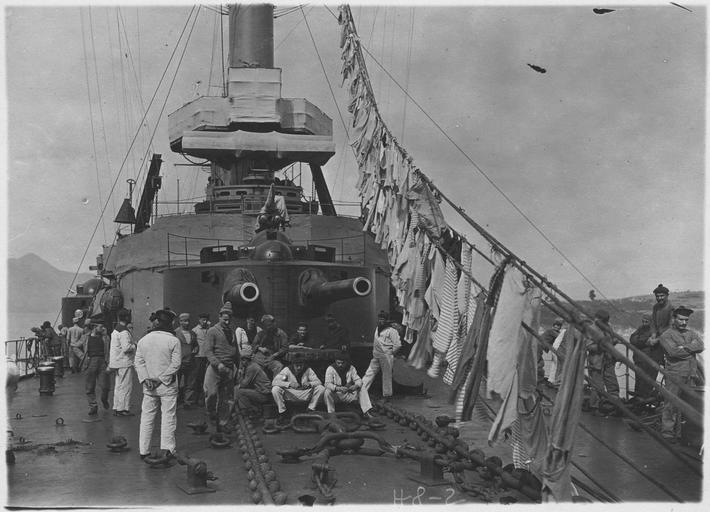
Подвійна вежа на борту французького крейсера Вальдек-Руссо біля Керкіри (Корфу).
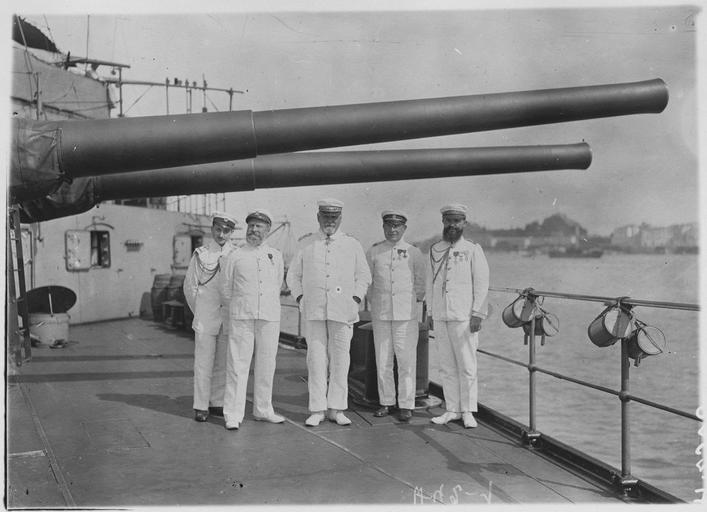
Офіцери на борту французького крейсера Вальдек-Руссо.
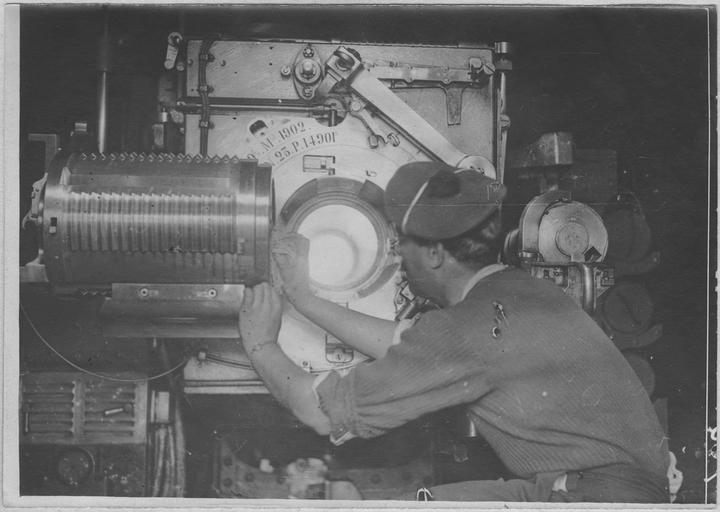
Внутрішня частина, процес заряджання.